# Primera República Dominicana
La Primera República dominicana inició el 6 de noviembre de 1844 con la proclamación de la primera Constitución después de la guerra dominicana de independencia contra la ocupación haitiana de Santo Domingo, y culminó el 18 de marzo de 1861 con la anexión del país a España. Durante estos 17 años, con un Estado frágil y bajo constante amenaza de invasiones haitianas, se sucedieron 8 gobiernos (3 de los cuales correspondieron a Pedro Santana y 2 a Buenaventura Báez).

## Presidentes
| Santana      | Manuel Jimenes | Santana      | Báez               | Santana | Mota | Báez |      |
| ------------ | -------------- | ------------ | ------------------ | ------- | ---- | ---- | ---- |
| 1844         | 1848           | Mayo de 1849 | Septiembre de 1849 | 1853    | 1855 | 1856 | 1857 |
|              |                |              |                    |         |      |      |      |
| 1858-1861... |                |              |                    |         |      |      |      |